# Ilse Korseck
Ilse Korseck (* 12. Mai 1911 in Breslau; † 22. Februar 1933 in Potsdam) war eine deutsche Schauspielerin.

## Leben
Nach einer Ausbildung als Tänzerin und Schauspielerin trat Korseck an Berliner Bühnen auf und erhielt ab 1930 Filmrollen. In der Filmkomödie Die Nacht ohne Pause war sie die zu verheiratende Tochter eines Industriellen (Max Adalbert), ansonsten blieb sie eher im Hintergrund. Korseck starb im Alter von 21 Jahren infolge einer Blinddarmentzündung.

## Filmografie
- 1930: Der Schuß im Tonfilmatelier
- 1930: Wie werde ich reich und glücklich?
- 1931: Die Koffer des Herrn O.F.
- 1931: Der Stolz der 3. Kompanie
- 1931: Madame hat Ausgang
- 1931: Die Nacht ohne Pause
- 1932: Skandal in der Parkstraße
- 1932: Ein blonder Traum
- 1932: Liebe, Scherz und Ernst
- 1932: Wenn die Liebe Mode macht
- 1933: Was wissen denn Männer